# 寬條鸚竺鯛
寬條鸚竺鯛（學名：Ostorhinchus fasciatus），又稱寬條鸚天竺鯛，為輻鰭魚綱鈎頭魚目天竺鯛科鸚竺鯛屬下的一個種，分布於印度西太平洋區，從紅海、東非、波斯灣至澳洲昆士蘭，北至日本海域，深度2至128公尺，本魚體呈橢圓形，體稍側扁，頭大、眼大、口大且斜裂，頜齒細小，鰓蓋骨後緣棘不發達，體被弱櫛鱗，體白色至暗粉紅色，上半身有2條深色縱向條紋，背鰭2個，尾鰭叉形，背鰭硬棘8枚、背鰭軟條9枚、臀鰭硬棘2枚、臀鰭軟條8枚，體長可達12.6公分，棲息在礁石區沙泥底質海域，夜間活動，屬肉食性，以甲殼類及多毛類為食，繁殖期時，雄魚具有口孵習性，卵約7日化成仔魚，由雄魚吐出，具短暫的仔魚飄浮期，生活習性不明。